# Toussaint Bastard
Toussaint Bastard est un médecin et botaniste français, né à Chalonnes-sur-Loire le 19 février 1784 et mort en cette même ville le 27 juin 1846.

## Biographie
Toussaint Bastard est le fils de Toussaint Bastard, maître chirurgien, et de Renée Reverier. Possédant, selon son père, « les plus heureuses dispositions », le jeune Toussaint Bastard est admis à l'École centrale d'Angers où il suivit notamment les cours de d'Étienne Renou et de Gabriel Éléonore Merlet de la Boulaye. Il en sort pour intégrer l'hôpital Saint-Jean avec le titre de chirurgien interne.
En 1802, il commande à un ami, Auguste Alexandre François Benoist-Cavay, chef d’administration et ordonnateur à Cayenne, 84 échantillons de bois. Les archives du muséum conservent la liste des 68 échantillons qui furent livrés, avec leur nom en créole et l'indication de leur usage (charpente, menuiserie…) et la collection est restée en parfait état.
Désigné par son maître, Merlet de la Boulaye, à son décès en 1807, il prend la direction du Jardin des plantes d'Angers. Il ne tarde pas à ouvrir un cours public de botanique, à tout juste 23 ans. Il rédige ensuite, à l'intention de ses étudiants, un Essai sur la flore du département de Maine-et-Loire (1809) puis son supplément en 1812, deux ouvrages très appréciés, considérés par Alexandre Boreau comme la première flore locale en France.
En 1816, Bastard se mêle activement aux événements politiques, ce qui lui vaut d'être renvoyé de son poste. C'est la fin de sa carrière publique. Il se rend alors à Paris pour terminer ses études et obtient son diplôme de docteur en médecine en 1817. De retour en Anjou, il reprend la clientèle de son père ; pendant les vingt années qui suivent, il porte ses soins sur les plus démunis. Il n'abandonne pas pour autant la botanique : il se lie avec James Lloyd et Alexandre Boreau et chaque été, parcourt la France en de longues excursions. C'est au cours de l'une d'elles qu'il chute, en voulant cueillir une fougère au sommet d'un rocher ; il meurt des suites de ses blessures.

## Héritage et œuvres

### Herbier
Son herbier tricolore (les collectes ont été fixées sur des feuilles bleu blanc rouge), acheté par la ville d'Angers en 1861, est conservé au département botanique du Muséum d'histoire naturelle d'Angers ; il est intercalé dans l'herbier général. La collection de bois de Guyane qu'il avait acquise en 1802 est aussi conservée au muséum d'Angers.

### Manuscrits
Le journal de son premier séjour à Paris, en 1808, et celui du second séjour, en 1817, au cours duquel il acheva ses études de médecine et présenta sa thèse à Paris ont été analysés et publiés intégralement.
Le manuscrit de son voyage dans le sud de la France en 1821, en compagnie de Oscar-Leclerc Thouin, est conservé à la bibliothèque du muséum de Toulouse.
Sa correspondance avec Alexandre Boreau, entre 1842 et 1846, contient 95 lettres, conservées au muséum d'Angers avec une partie de ses archives datant de sa direction du Jardin des plantes d'Angers. Celles-ci contiennent notamment les manuscrits de sa flore et de son supplément.[réf. souhaitée]

### Publications
- Essai sur la flore du département de Maine et Loire, Angers, 1809.
- Notice sur les végétaux les plus intéressans du Jardin des Plantes d'Angers, Angers, 1810.
- Supplément à l'Essai sur la flore du département de Maine et Loire, Angers, 1812.
- De l'influence des saisons dans les contrées de l'ouest de la France, Essai médical présenté et soutenu à la faculté de médecine de Paris, le 30 juin 1817, pour obtenir le grade de docteur en médecine. Paris, 1817.

## Éponymie
Une quarantaine de plantes lui ont été dédiées, notamment le genre Bastardia (Malvacées), nommé en son honneur par Kunth.